# Куциці
Куциці (пол. Kucice) — село в Польщі, у гміні Дзежонжня Плонського повіту Мазовецького воєводства.
Населення — 246 осіб (2011).
У 1975-1998 роках село належало до Цехановського воєводства.

## Демографія
Демографічна структура станом на 31 березня 2011 року:
|          | Загалом | Допрацездатний вік | Працездатний вік | Постпрацездатний вік |
| -------- | ------- | ------------------ | ---------------- | -------------------- |
| Чоловіки | 115     | 26                 | 74               | 15                   |
| Жінки    | 131     | 27                 | 77               | 27                   |
| Разом    | 246     | 53                 | 151              | 42                   |